# Polysporina cyclocarpa
Polysporina cyclocarpa är en lavart som först beskrevs av Anzi, och fick sitt nu gällande namn av Vezda. Polysporina cyclocarpa ingår i släktet Polysporina och familjen Acarosporaceae.   Inga underarter finns listade i Catalogue of Life.